# الفيل الأزرق (رواية)
الفيل الأزرق هي الرواية الثالثة للكاتب المصري أحمد مراد والصادرة من دار الشروق لعام 2012، وتعتبر إحدى أنجح روايته حيث وصلت إلى القائمة القصيرة لجائزة البوكر العربية عام 2014، تم تحويلها لاحقًا إلى فيلم سينمائي بعنوان الفيل الأزرق بطولة كريم عبد العزيز ونيللي كريم والذي عرض في عام 2014.
ينقلنا الكاتب أحمد مراد في روايته الفيل الأزرق إلى عوالم غامضة تتقاطع فيها النفس البشرية مع عوالم الماورائيات، حيث يتلاعب بالحدود الفاصلة بين الواقع والوهم. تعتمد الرواية على سرد متماسك ومشحون بالتوتر النفسي، مستعرضة رحلة يحيى، الطبيب النفسي العائد إلى مستشفى العباسية بعد عزلة طويلة، ليجد نفسه في مواجهة قضايا غامضة تقوده إلى تجربة ميتافيزيقية تتحدى منطقه وعلمه. يوظف مراد أسلوبًا سينمائيًا بصريًا، يعزز حبكة التشويق عبر التنقل بين الأزمان والاعتماد على الوصف الحسي الدقيق، مما يجعل القارئ مشاركًا فعليًا في تجربة البطل. ومع ذلك، قد يُنظر إلى بعض أجزاء الرواية على أنها تميل إلى الاستعراض البصري أكثر من التعمق في تحليل الدوافع النفسية للشخصيات، مما يترك مجالًا للتساؤل حول عمق البعد الفلسفي للقصة

## الحبكة
تبدأ أحداث الرواية في التشابك بشكل مثير عندما يُكلف الطبيب النفسي يحيى بمستشفى العباسية للصحة النفسية بتقييم حالة صديقه القديم شريف، المتهم بجريمة قتل غامضة وذلك بعد انقطاع الأول عن العمل بالمستشفى لمدة خمس سنوات متواصلة بدعوى تحضير رسالة الدكتوراة في تحليل النفس البشرية من خلال لغة الجسد. تعرض الرواية في بدايتها السبب الحقيقي خلف إنعزال الدكتور يحيي بعيداً عن الحياة الطبيعية والعمل بالمستشفى وهو وفاة زوجته وإبنته إثر حادث سير كان هو السبب الرئيسي فيه لأنه قاد بهم السيارة تحت تأثير الخمر وبعد وفاتهم المنية إنغمس في سجن الأكتئاب والشعور بالذنب لمدة خمس سنوات متواصلة لم يقطعها سوى خطاب إنذار إنقطاع عن العمل بدون إذن من المستفشفى محل عمله. توالت بعد ذلك الأحداث عندما عاد الدكتور يحيي للإنتظام في العمل بمستشفى العباسية للصحة النفسية بقسم "8 غرب" ليفاجأ بوجود صديقه القديم شريف كحالة مطلوب تقييمها بعدما أقدم الثاني على قتل زوجته وبطريقة وحشية في ظل ظروف غاية في الغموض. تتصاعد الأحداث وتزداد غموضاً فيلجأ الطبيب يحيي لتناول مخدر حبوب الفيل الأزرق، وفي رحلة إستكشاف تأثير هذا المخدر النادر ينغمس يحيى في عوالم هلوسية تكشف له أسرارًا دفينة عن نفسه وعن الحادث المأساوي الذي فقد فيه زوجته وابنته وكذلك عن صديقه شريف و زوجته المقتوله وأخته الحبيبة القديمة للدكتور يحيي حتى يتوصل لحل قضية صديقه ويتم تبرأته من تهمة القتل العمد ليكمل رحلة العلاج النفسي والتشافي بسلام.

## اقتباسات من الرواية
فيما يأتي بعض الاقتباسات من رواية الفيل الأزرق:
- "تلك كانت ليلة من الليالي التي يقال كل شيء، أكثر مما ينبغي، يقال فيها كل ما يجرح فيقتل ويعشق فلا ينسي، أما السكوت فدائماً أبلغ، يحوي بداخله ما تعجز عنه الكلمات، وبقائي ساكناً أقاوم لمس يديها دخل بجدارة في حيز المعجزات".
- "اللعنة على البشر بـتحركاتهم النميلة وطبائعهم ونفاقهم وضعفهم وعهرهم وفي أحيان قليلة طيبتهم غير المُبررة، بعضنا تكفيه كلمه لينه، والبعض لا يكفيه كُرباج سُوداني معقود منقوع في زيت مغلي، أعتقد أني من النوع الثاني، وغير مؤمن بالتغير".

## الشخصيات

### الشخصية المحورية
تعتبر الشخصية الرئيسية أهم شخصية بالعمل السردي، فهي المحور الرئيسي الذي يدور حوله العمل الروائي أو القصصي أو المسرحي، و هي محل اهتمام الروائي أو القاص، و حضورها يشكل نسبة كبيرة بالنسبة لباقي الشخصيات، هي شخصية يبنى عليها الحدث في العمل الفني، مشاركة مع باقي الشخصيات بمختلف أنواعها، و بغيابها لا يكتمل العمل السردي، ويمكن لنا التعرف على هذه الشخصية من خلال الوظائف التي يسندها إليها الكاتب، فالشخصية الرئيسية هي التي تقود الفعل و تدفع أحداث الرواية إلى الأمام، و ليس من الضروري أن تكون الشخصية الرئيسية هي بطل العمل دائماً، و لكنها دائما الشخصية المحورية التي تمثل نموذجاً إنسانياً معيناً يكون في الغالب وعاء لمبتكرها. و في رواية الفيل األزرق، اختار الكاتب شخصيته البطلة الدكتور يحي راشد إبراهيم لتكون المتكلم عنه و الراوي للأحداث و المقدم للشخصيات و المخبر عنها، بطريقة غير مباشرة وتمثيلية في معظم أطوار الرواية، فكان الدكتور يحي كلما قابل شخصية بدأ يقدم عنها وصفاً عرضياً جسمانياً أو نفسياً تحت مسمى التحليل النفسي للغة الجسد محل نبوغه ودراسته، أو حتى فكرياً كما أنه غالبا ما يقدم وصفاً لحالته عند أول مقابلة لتلك الشخصية، ويبدأ في إصدار تعليقات عنها تنم عن حبه للشخصية أو كرهه لها، أو احتقاره أو احترامه لها، أو تعاطفه معها، فجاء الدكتور يحيي بطل العمل إضافة إلى كونه السارد البطل.

#### الدكتور يحيي راشد
جائت شخصية الدكتور يحيي راشد كأكثر الشخصيات حوزاً باهتمام الكاتب و عنايته، حضورها يعتبر طاغياً، من بداية العمل إلى نهايته، يحي راشد دكتور أمراض نفسية، بمستشفى العباسية، في عقده الثالث، طالب دكتوراه متعلقة بهوايته المفضلة و هي قراءة لغة الجسد عند البشر عامة أو الأشخاص المصابين بمرض الفصام خاصة (باللاتينية: )، وهو الذي تغيرت مالمحه كثيراً منذ مرحلة الثانوية العامة، " أنا لم أعد أمت لي بصلة، إضافة إلى عوامل التعرية، ذقن تغزوها الشعيرات البيضاء باستحياء، أسنان تطمسها السجائر و القهوة بالتناوب، و عينان تزحف عليهما العروق الحمراء زحف كاللبالب على الجدران، موت خفيف" ، هكذا قدم يحي نفسه أو بالأحرى أصبح بعد عشر سنوات، خمس منها بعد رفض صديقه و زميله في الدراسة الدكتور" شريف الكردي" زواجه من أخته " لبنى" و التي أحبها يحي بجنون. " ذلك أنا الآن، و السنوات العشر القادمة، إن لم أسقط في غيبوبة سكر أو ينفجر مخي من تخمة الكحول. مواجهة نفسي تبقيني حياً، منذ طرت من السيارة و طار طحالي و تضرر بنكرياسي حزناً، و أنا أسجل شفويا تقريراً نصف سنوي يجسد أحدث الصفات التي اكتسبتها، أو التصقت بي فباركتها، أو اكتشفتها فسايرتها، قبل أن ألقي أمرها جانبا و لا أحاول متابعتها، أدخر كراكيب حزن و ملل شرعي و بقايا كرامة عنيدة ترفض حقيقة أني حتما كنت صاحب دور النذل في الفيلم الذي مثلته مع شريف، و لن أنسى لحظة الذروة التي شهق فيها الجمهور لما أكتشف عالقتي بأخته من وراء ظهره، قبل أن يطلق علي الرصاص من مسدس صوت و يطردني من الفيلم، و ماذا أتوقع منها غير االنصياع لرأي أخيها و أمها و أبيها و قبيلتها التي تؤويها" ، و خمس منها بعد الحادثة التي تعرض لها مع زوجته نرمين و ابنته نور و التي خرج منها هو حياً، نرمين زميلته في العباسية و التي تزوجها رغم تعلقه بلبنى و أنجب منها، نرمين التي لم يعرف كيف تزوجها، و لا كيف حملت بطفلته نور، فقد كان عالم كل منهما مختلفاً، لا يمثل كونهما زوجين إلا نور الفتاة التي كانت ترغمهما على البقاء سويا، " أنت لن تعرف كيف تزوجتها، كيف حملت بطفلتك، كما لن تعرف كيف تحولت تدريجيا إلى جزء متميز من أثاث البيت، بيتنا الذي لم يكن في حاجة لزلزال بذلك الحجم لتسقط حوائجه الهشة، فمنذ سنتنا الأولى أدركت نرمين أن قلبي يحمل نكهة أنثى أخرى، بقعة لم يصلح معها مسحوق و لا جاز أو حتى تنر ليزيلها، كما أن ماسورة الكحول التي كنت قد أغلقتها من أجلها ما لبث أن ضعفت قبل أن تنكسر عمداً بسبب بُعد عالمينا، كان ذلك بعد فوات الأوان، فابنتا نور كانت في شهرها الثالث، سرنا بقوة الدفع ننزف الحياة تحت أرجلنا، ندهسها و لا نترك فيها عالمات، ازدادت المسافات بعداً و اتساعاً حتى بت أحتاج نظارة مقربة لأراها، أطول محادثة بيننا لم تتعدى ثلاث جمل قبل أن تتحول إلى تراشق بالنظرات يليه إظلام مسرحي تدريجي، لم أكرهها يوما، هي فقط أصبحت درس حساب المثلثات اليومي من مدرس أكرهه. سنتان من الرتابة و التناحر و النفور" ، هكذا كانت الحياة الزوجية ليحيي مع نرمين، حياة لم يستطع التعايش فيها مع زوجته و لا نسيان لبنى و لا المضي قدماً بالإنفصال، حتى جاء اليوم الذي تغيرت بسببه حياة يحي كلياً، و هو يوم الحادثة الأليمة والتي نجا منها لسوء حظه هو فقط، و التي ستضيف إليه ألماً و حسرة بالإضافة إلى حسرته على لبنى، " حتى جاء يوم سافرنا، عل هواء البحر يتكفل بتبريد الإحتكاك قليلاً، يومها تعاركنا، و ما الجديد؟ فالزواج نصفه الكفر، آخر ما أذكره رائحة كحول في فمي و عداد سرعة يشير إلى 160 كم/ساعة على طريق النطرون، ثم إطار سيارة ينفجر، لا أذكر أني اتخذت ردة فعل، لا أذكر حتى محاولتي السيطرة على المقود، فقط طرنا في السماء جميعا نتلوى كراقصة باليه تستعرض، لم أفهم و ربما لم أرد أن أفهم وقتها، فقط المشهد لا يمحى من رأسي، أراه الآن كأنه يحدث. صحوت في عرض الطريق غير المأهول، كان الوقت غروباً و الريح ساخنة تنفخ الرمال في وجهي، تأملت عظمة كاحلي التي خرجت عن مسارها بألم. أنظر للحمي الأبيض هاربة منه الدماء، مخضوض، و شريحة زجاج تخترق أسفل رئتي اليسرى تستهدف طحالي، على بعد أمتار كانت ابنتي على الإسفلت نائمة في هدوء. رأسها يستند على بركة دماء لا تتوقف عن الإتساع. هرعت إليها زحفاً، هززتها كأنها ستستجيب لإلحاحي قبل أن يدهمني بكاء لم يدهمني من قبل، سالت دموعي و اختلطت بدمائي و مخاطي، سجدت على الإسفلت ابتهل، أناديه رغم أني أعرف أني لم أصالحه يوماً، أتأملها و لا أكاد أتصور أنها رحلت بتلك البساطة " ، كان موت نور أشد وطأة على يحي من أي شيء آخر أكثر حتى من فقدانه نرمين التي كانت هي الأخرى راقدة في السيارة المنكوبة على جانب الطريق، " لما وصلت كانت الروح تنسل من بين شفتيها دخاناً، أكاد أراها تغيب، تتالشى، تابعت عينيها تنقلب و سبابتها ترتعش، أمسكت يدها للحظات حتى توقفت الرعشة، تلك كانت أول مرة أموت، و من يومها الدنيا كما تركتها ابنتي و زوجتي" ، بعد الحادث انقطع يحي عن العمل و عن المجتمع و أصبح ينشد الوحدة، يعاقر الخمر، و الحشيش، و القمار و مايا صديقته، و عوني صاحب الملهى، مدخناً شرهاً، أصبح يحي إنساناً آخر محطم نفسياً، منهك بدنياً، عاطل اجتماعياً، يعد أيامه يوماً فيوم حتى يجد نفسه في مستشفى العباسية كما المريض لا الطبيب. " ألف و ثمان مائة و خمسة و عشرين يوماً أتوقع عودتي للمستشفى كنزيل تحول إلى جثة ماشية، أصبح ضيق الخلق متبلد الإحساس جانحاً للوحدة، فاقداً للثقة في من حولي، نابذاً الإرتباط، مذعور من المسؤولية اتجاه أي شخص أو كائن، كسوال، يائساً بإيجابية، أضيق كثيراً بمن يحاول قراءتي رغم ولعي بقراءة الآخرين، إدماني للقمار توغل حتى الغدة النخامية و لن يفيده عالج كيماوي. أقلعت عن الكحول منذ شهرين و كانت تلك أسوء نصف ساعة في حياتي، لكني على أي حال أشرب في حالتين فقط، حين أكون عطشاً و حين لا أكون. أوقفت تمارين البطن و انهار حلمي في بناء مربعات العضلات. أكتفي بشفطه حين أمر بأنثى جميلة، كما اكتشفت مؤخراً أني مطرب سيء الصوت ينوح صمتا على فراق حبيبة رحلت إلى حبيب أخلد. ذلك أنا الآن" ، اكتسب يحي هذه الشخصية و لم يعد يستغرب منها بل تأقلم معها، و لم يجد الوقت للتفكير فيها أو حتى في تفسيرها أو محاولة الرجوع إلى ما كان عليه، "اعتدت منذ زمن قسوة خواطري، حادة متحجرة لا مشاعر فيها، استطيع أن أقول أني لم أعد أشعر بذنب ،تجمدت، باتت الأحداث سيان عندي،حسناتي كسيئاتي. طبيخ مسلوق بلا ملح. حتى عيناي نسيتا البكاء، ما الذي يحملني على الإستغراب و دين البكاء على ابنتي و زوجتي لم أسدده حتى الآن؟ "، و يسوء الأمر بيحيي كثيرا حتى أصبحت حياته لوماً و اغتياظاً و خمراً و حشيشاً، و نومه و أكله حاجة بيولوجية لا غير خالية من أي لذة فاللذة الوحيدة التي كان يستمتع بها هي لحظاته مع مايا و الكحول، حتى أنه ظن أنه مريض بالفصام. "أنا أعرف عن نفسي الكثير، أنا الجندي الذي تلقى رصاصة في معدته و يشاهد احتضاره. دقيقة بدقيقة. أنا الصدر المحترق نصفه بدخان السجائر و النصف الآخر حريقه لبنى. أنا الذي لم يبك زوجته و لم يحلم بها مرة. أنا الذي لم يجرؤ على تذكر ابنته. أنا فتات إنسان يتظاهر أنه على قيد الحياة. أنا الذي يتنفس و يأكل و ينام بقوة الدفع. أنا ساعة بدون عقرب. أنا يونس في بطن حوت كافر لن يلفظني عند جزيرة. أنا الذي يمارس الجنس فصداً كفصد الخيل حتى لا تنفجر أوعيته ضغطاً و حرماناً. أنا الطعام بلا ملح. أنا الذي ينتظر لحظة الإظلام الأخير في مسرحية مملة من تسعين فصل". كل هذا و يزداد أمر تأزم نفسية يحيي بعد عودته للعمل بعد انقطاع دام خمس سنين، رجوع بطعم الإكراه، إكراه يحتمله حتى يجد نفسه في " جناح 8 غرب "، يعمل على قضية صديقه القديم شريف الكردي، بجوار شخصية متملقة يمقتها هو زميله الطبيب سامح زيدان، و تظهر في خضم ذلك حبيبته لبنى لتزيد الأمر تعقيداً. هكذا رسم المؤلف شخصيته المحورية و أعطى لها حرية تقديم نفسها و تقديم باقي الشخصيات و أعطى لها منصبا طاغيا بحيث لا يتحرك الزمان و لا المكان إلا بها، و لا يتغير الحدث و لا ينمو إلا بها، و لا تتحرك شخصية إلا بتحركها، و لا تلتقي شخصية بأخرى إلا بحضورها، هي السارد و البطل و المحور و القوة المحركة كلها الذي أقام عليه المؤلف رواية الفيل الأزرق، و كان أكثر ما ركز عليه فيها هو بعدها النفسي، و بعدها الفكري، في حين تراوح في تركيزه على باقي الشخصيات على البعدين النفسي و الفيزيائي.

### الشخصية المعـارضة
في الغالب ما تمثل هذه الشخصية القوة المعارضة في العمل الفني، و تقف ضد إرادة الشخصية الرئيسية أو المساعدة لها، محاولة بكل جهدها عرقلة مساعي الشخصية المحورية، و تعد شخصية قوية ذات فعالية في بنية الحدث في العمل السردي، شخصية يعظم شأنها كلما اشتد الصراع بين الشخصية الرئيسية و باقي الشخوص، و في رواية الفيل الأزرق نجد أن من مثل القوة المعارضة شخصية ليست كباقي الشخوص في الرواية، بل هي شخصية من جنس آخر و بعد آخر و زمان آخر، التبست بإحدى الشخصيات كي تستطيع العمل، ألن ال سلطة لها عليهم بغير تلك الشخصية، و نقصد بذلك الجني من العالم السفلي، وهو " نــــــائل ".

#### نائل
كما قدمها صانعها المؤلف هي شخصية من عالم الجن، جني عاشق يستدعى بطلسم يوشم على الفخذ الأيسر للأنثى، يستدعى في حالة البرود الجنسي و النشوز، يستدعى من خلال طقوس معينة ذكرها الكاتب، يحضر في جسد زوج الأنثى أو عشيقها لمدة شهر و نصف إذا اكتملت الطقوس كلياً، و يرجع من حيث أتى تاركاً خلفه جريمة في حق الإنسانية، و في حالة عدم اكتمال الطقوس كما حدث مع شريف الكردي و زوجه بسمة، فإن الجني سيخلد في جسدك و يجبرك على الإنتحار بعد أن ترتكب جرائم عديدة، شخصية غاب عنها الوصف النفسي ما عدا ما تعلق بشرانيته في مقابل الوصف الفيزيولوجي، و الذي تم تقديمها على لسان شخصيتين، جزء منها من خلال الشخصية المحورية " يحي الكردي" حينما قدم وصفاً فيزيولوجياً عندما إلتحم به في غرفة العزل الخاصة بشريف الكردي، بعد أن هدده يحي بحرق القميص الأثري المسروق من المتحف الإسلامي من قبل شريف نفسه و ذلك لأجل إبطال سحره عليه، وقتها غضب نائل و اُستثار لذلك التهديد و ظهر ليحيي و لكن في صورة اعتقد فيها يحيي أنها هيئته في حين هي هيئة شخص آخر غير شريف، ظهر له في جنح الظلام عندما كان مصباح النيون يترنح بضيائه و رغم ذلك استطاع يحيي بعد أن خنقه نائل بقبضة يده أن يتحسسه بيده، و هو في خضم إغمائه. " بات على بعد مترين مني، لا أتحدث هنا عن شريف. أتحدث عن الشخص الآخر الذي يقترب مني. شخص أطول من شريف و أعرض. خمري البشرة عريض الصدغ، أو هكذا لمحت قبل أن يندفع الأدرينالين ساخناً من فوق كليتي في جنون أسعر خيالاتي و حرقها جزعاً. رفعت الزر و أنزلته ثالثة. أمسكت مقبض الباب أجذبه بهستيريا. ومضة أخرى و وجدته على بعد متر مني. ذلك كان شريف أم نائل؟ لم يكن خداع بصر و لا تخاريف نيون يحتضر، مع الومضة الأخيرة أصبح أمامي، رجل في الأربعينات، قوي البنية، شعره منسدل يصل قرب كتفيه، لحيته مشذبة و مدببة. و عيناه قاسيتان تحملان حزناً و هماً لم يكن ليتحمله إنسان.عضلاته مفتولة و قبضته التي اعتصرت رقبتي غليظة و قاسية. ذراعه التي دفعتني للحائط كانت ذراعًا قوية لم تشبه ذراع شريف الهزيلة سوى في الوشم المنقوش فوقها. الوشم الذي يتحرك في هدوء. كنت أعمى بين يدي وحش يرفعه عن الأرض بضع سنتمترات قبل أن يسحقه. القبضة لم تكن هينة لتصدر عني حتى استغاثة، فحنجرتي كانت مهروسة في قصبتي الهوائية. عيناه لم أدرك لونهما لكنه كان يرمقني بحب. لم تكن تلك مشاعر بغض أو كراهية. كانت مشاعر أقرب للعتاب. دنا مني، فميزت في قبضته التي تمسك بي خاتماً عتيقا ذا حجر أسود مربع. صعدت إلى وجهه فالتقطت تفاصيل فمه الواسع تحت أنفه المدبب و جبهته العريضة المستوية تحت حاجبيه الكثيفين البارزين. وسيم القسمات صنفته رغم ضيق أوعية رقبتي التي أضعفت نور عيني. لو ألح علي دقيقة إضافية لأقنعني بالتخلي عن الحياة راضياً. آخر ما سمعته حين انحنى بي ليسجيني فوق أرض الغرفة: إن لم تأتي بالقميص فستتمنى أن تلقى حتفك و لن تنال ذلك الشرف، قالها بصوته الأجش". و الجزء الثاني جاء على لسان شخصية عم سيد الذي وجده يحيي في هالوسه لما تناول حبة من عقار الفيل الأزرق و إرتدى القميص الأثري و سافر إلى زمن ليس بالقديم كثيراً بمصر، عم سيد كان يساعد يحي أو مأمون من منظور عم سيد على التخلص من اللعنة بعد أن تأكد من أن يحيي ممسوس، فأخبره عن ماهية الجني الذي يسكنه بعدما تأكد من ذلك قائلاً: "منها لله الجاهلة اللي دقت الطلسم على حريمك. جلبت لها نائل لعنة الله عليه. نكّاح سفلي و العياذ بالله. يشم الطلسم و لو على بعد ألف ميل. يحضر و يغيبك كما النايم في سابع نومة. يتكلم بصوتك. و لو أراد صوته ما يتسمعش. تروح إنت و يحل هو. يلف نفسه عليك و على إحليلك و يركب بيك حريمك اللي عليها الرسم. و تصحى في يوم تلقى كل شي تبدل و راح، وبإيدك يزهق الأرواح". كما و قد تم تقديمه من خلال معرفة يحيي له من خلال كتاب وجده عند شخصية "ديجا" صاحبة عيادة الوشم، يحمل الكتاب عنوان: " أبواب الأغراض "، حيث علم بعد أن عثر على عنوان بالفهرس يحمل اسم: " باب استحضار و تسليط العاشق النكّاح " و يتحدث عن استحضار كيان من العالم السفلي عن طريق رسم طلسمه الخاص و مناداته بعزيمته التي تسيطر عليه منذ عهد سليمان. " فيأتى خادم الطلسم لينكح الأنثى المسلط عليها مدة شهر و عشرة أيام. وحده أو عن طريق الحلول في جسد بعلها لمعاشرتها، يحل في الجسد و يحبسه و يطمس حواسه و يغيبه، لا يكاد يفقه شيئاً مما يحدث حوله. و لا يستطيع التحدث إلا عن طريق عزائم و أرقام، تمر به الساعات و الأيام فلا يدري بها كأنه ميت حي. أما عن الطلسم فينقش على الفخذ اليسرى للمعمول لها. أما إذا لم يقتل الكلب يظل الناكح السفلي في نكاحه حتى تستغيث الأنثى من العذاب و تحمل منه ابناً لا يجهض، يقتلها ليخرج منها. و لا يغادر جسد الذكر الذي احتله حتى يقتل نفسه فيموت كافراً، فأحفظ ذلك فإنه من الأسرار " . بهذه الطريقة قدم المؤلف شخصية نائل الجني العاشق، و تظهر قوة المعارضة عنده في كونه يحاول منع الشخصية المحورية يحيي من إنقاذ شريف الكردي بعدما حل في جسده، و تمكن من زوجته، التي لم يجد لها شريف سبيل إلا بقتلها، و ذلك عن طريق تهديده و اتهامه بالمرض و افتعال مشاكل و حتى الجرائم كي يقضي على شريف تماماً، لكن يحيي و بحكم الصداقة و الزمالة و القرابة، و بسبب لبنى يجاهد و بكل ما اقتدر عليه أن يخلّص شريف من لعنة نائل، و نائل في نفس الوقت يحاول بكل ما أوتي من ظلم و عدوان التمكن من الإثنين فيظفر أخيراً بيحيي، و في خضم كل هذا كانت شخصية نائل لها من القوة ما جعلها تتحكم في غير مرة في الحدث و تأزم الوضع على يحي لتأخذ الأحداث مجريات أخرى، و في الأخير ظهر نائل على أنه الفائز من خلال ولوجه جسد يحيي و دليل ذلك هو الوشم الذي انتقل من شريف إلى يحي. الشخصية المعارضة نائل و رغم أن الكاتب قدمها أقرب لشخصيات البشر إذ قدم لها ملامحح بشرية و هيئة بشرية، لم ترقى لشخصية الجنى كما صوره كتاب الفنتازيا كـجون رونالد تولكين صاحب كتاب سيلماريليون، أو صاحب ثلاثية " سيد الخواتم "، الذي أبدع ليس فقط في رسم شخصيات العالم السفلي بل حتى في كونه اخترع لغة خاصة لها في رواياته الفانتازية، أو كاتبة الفنتازيا البريطانية جي كي رولينغ صاحبة السلسلة الشهيرة هاري بوتر إلا أنها شخصية قوية جداً في الرواية أحرجت حتى الشخصية المحورية و هذا يدل على حنكة أحمد مراد في صناعته لشخوصه.

### الشخصيات الثانوية
تشكل الشخصيات الثانوية المساعد الرئيسي للشخصية الرئيسية و تتميز بالوضوح و البساطة عكس الشخصية المحورية، هي المرافق األساسي لها في سير الأحداث وتوازنها، إذ لا يمكن فصلها عن الشخصية الرئيسية، و دورها في تصعيد الحدث و صنع الحبكة لا يقل أهمية عن الشخصية المحورية، كما أن الشخصيات الثانوية قد تأخذ عدة أدوار، فكما أنها تقوم بدور تكميلي للشخصية الرئيسية فإنها قد تكون معيقاً لها، و غالباً ما تظهر في سياق أحداث أو مشاهد لا أهمية لها في الحكي، إلا أن وجودها أساسي ليكتمل الحدث لأنها غالباً ما تساهم في نموه و تطوره. في رواية الفيل الأزرق تعددت الشخصيات الثانوية و تنوعت بين مساعدة و معيقة لإرادة الشخصية المحورية "يحيي الكردي"، حيث جائت متعددة بين حبيبة سابقة، و عشيقة حالية، و مديرة تخاف عليه الطرد، و زميل حاقد، و صديق مريض، و قد كان لكل منها دور حدد أهميتها في القصة و سنأتي على ترتيبها حسب أهميتها في الحدث، لا كمساعدة أو معيقة.

#### لبنى الكردي
حبيبة الدكتور يحيي الشخصية الرئيسية، و التي عارض أخوها صديق يحيي زواجهما بعدما اعتبر العلاقة بينهما خيانة له من جانب صديقه يحيي، و من جانب آخر أن شريف و يحيي كانا نديمين في الشراب و الحشيش و لم يستوعب شريف أن تتزوج أخته من نديم السوء، زوّجها شريف بعد ذلك من رجل اسمه خالد يكبرها ب اثنتا عشر سنة، هذا كان كفيل بابتعاد يحيي عنها و عن أخيها شريف مدة عشر سنوات، تحول خلالها يحي إلى ميت حي، و تحولت هي إلى دمية جامدة بيد كهل، لم يتخيل يحيي أن الأحداث ستعيد إليه لبنى التي يعيش على ذكراها، فمرض شريف الذي أدخله المستشفى لأجل التأكد من صحته العقلية بعدما قتل زوجته و رماها من الشرفة بعدما اغتصبها و نكل بجثتها، جائت شخصية لبنى ذات شفاه رقيقة رسمت بحرفة، عينان فيهما تساؤل لا إجابة له، شعر كستنائي يموج قرب كتفيها في طاعة عمياء، هكذا قدم الكاتب على لسان يحي لبنى بعدما استحضر صورة لهما مع شريف من فترة الثانوية العامة، و عند أول لقاء بعد عشر سنين. " تلك القادمة من بعيد، ساقاها متناسقتان ملفوفتان في الجينز الأزرق، و كعبها العالي الطاغي النغمة، جذابة بالنسبة لأم تمسك في يدها ملاكاً صغيراً. ملاك يشبه إلى حد الجنون لبنى". " البلوزة البنفسجية أضفت الكثير لبشرة النيسكافيه الفاتحة و الحزام فوقها أحاط خصراً لم يتغير، عنقها الطويل ما زالت تزينه السلسلة الفراشة الزرقاء التي لم تخلعها يوماً منذ هاديتها بها، حواجبها السميكة و شفاه الكريز و الرموش تخفي توتراً بين عينين يانعتين أطفأهما حزن، شاحبة متعبة رغم تفاوضها مع الـمكياج، قمت ماداً يدي فألقت في كفي أنامل لم أنسى يوماً ملمسها، و جلسنا". عودة لبنى بعد تفاوض مع النسيان لمدة عشر سنوات أزمت وضعية يحيي، فمن جهة هو عائد من فترة نقاهة دامت خمس سنين لم يشفى فيها و لا قارب على الشفاء، حتى تم تعيينه ب " 8 غرب "، و سقوط قضية شريف عليه من العدم، كل هذا بعد أن عاد إلى المستشفى بيومين، شخصية لبنى كانت أكثر الشخصيات مساعدة ليحيي من حيث وقوفها معه من أجل ألا يترك قضية شقيقها شريف و يساعده، و ثانياً لأن بينهما عاطفة ليست بالبسيطة و لا الساذجة، كان كل لقاء بين يحيي و لبنى يزيد في تطور الحدث و نموه و في عودة المشاعر القديمة بينهما، يمكن القول أن يحيي لولا وجود لبنى لترك القضية و ترك " 8 غرب " و ترك " العباسية " و عاد لكهفه و طقوسه، فقد كان بين عواطف ثقيلة عليه فرح لعودة لبنى و حزن و أسى على شريف و نفسه. شخصية لبنى بعد ظهورها تتغير أحداث القصة و تتغير شخصية يحي، و سيرجع الحدث بينهما إلى ما قبل عشر سنين مع تغييرات بسيطة كوجود شخصية هانيا و لبنى مع يحي في نفس البيت، و حمل لبنى لطفل في شهره الثالث، و حصول يحي على وشم شريف.

#### سامح زيدان
دكتور أمراض عقلية بمستشفى العباسية بالجناح " 8 غرب "، هو زميل الدكتور يحيي بطل القصة و شخصيتها المحورية، صنع الكاتب شخصية سامح لتكون كارهه لدكتور يحيي كرهاً شديداً، و السبب نرمين زوجة الدكتور يحيي المتوفاة، والتي كانت سبب خلافهما فسامح كان هائماً في حب نرمين، و نرمين هائمة في حب يحيي، و يحيي هائم في حب لبنى، تزوجها يحيي و هو لا يعلم لما تزوجها و كيف، و بعدها أنجبت منه فتاة، و توفيتا معا في حادث سير، كل هذا جعل سامح يمقت يحيي و يتمنى زواله. "لن تبرد نفس الوغد يوماً، انقضت سنوات و لم ينس الفتاة التي ظن يوماً أنها تنظر إليه و لم تكن، و ها هو القدر يجمعنا عن عمد في قسم واحد" ، شخصية سامح شخصية ثانوية لكنها ليست مساعدة ولا عارضة بل شخصية معارضة، فقد كان الشخصية التي تقف مع الشخصية المعارضة نائل لعرقلة تقدم إرادة البطل، كان شيئاً قاسياً أن يعود ييحي إلى المستشفى مكرهاً، فيقابل شريف كمجرم مدان، و تعود لبنى من العدم، و يجد سامح زميلاً له. " يصافحني بغلٍّ يتوارى خلف ودٍ مصطنع" ، كل هذه الأزمات في يومين مضافة إلى أزمات خمس سنين ماضية بعد الحادث، مضافة إلى أزمات خمس سنين أخرى قبلها بعد رفض شريف يحيي كزوج للبنى، هكذا قدم الكاتب الدكتور سامح زيدان في روايته ليزيد من أزمات يحيي و ليصعد الحدث و الحبكة، سامح زيدان شخصية كذلك قدمها الكاتب كذلك على لسان يحي. "من بين كل الشخصيات عديمة الجدوى التي أفضل نسيانها، لا يوجد من هو عديم الجدوى أكثر من سامح" ، يحي كان يبادل سامح نفس الشعور لكنه ليس حاقداً على سامح، و لكنه لا يحبه و ذلك راجع لعقلية سامح المتملقة، العارفة لكل شيء، المبتزة، المتغطرسة. تم تقديم هذه الشخصية على مراحل كل لقاء بين سامح و يحيي يعرفنا يحيي على ميزة من ميزاته، أو عقلية من عقلياته، أو خرجة من خرجاته، سامح زيدان في معجم يحيي. "ناسور شرجي يلتهب في غير وقته و لا تصلح معه المراهم" ، كان يحيي دائم السخرية و الإستهزاء من سامح لكن في نجواه و لم يصارحه يوما بذلك". " بس يعني ما لقيتش غير 8 غرب عشان ترجع ليه. كان حقك تنزل حاجة خفيفة تسخن. تأخر عقلي مثلاً أو تبول لا إرادي، أنت تالقيك نسيت الشغل" وجد يحيي عبارته سخيفة كما اظهرها مراد في السرد بـ "عصرت على نفسي ليمونة أضاليا و لعنت المديرة في سري سبعين مرة" ، و ها هو سامح يعرض على شريف لفة في الجناح و يحيي يصف لنا ذلك "تقدمني سامح بسطا لهيمنته، مشيت وراءه أتأمل حركته القهرية في المسح على شعره كل بضع ثوان، يحاول فرض سيطرته على القسم بمداعبات مبالغ فيها مع العاملين و الممرضين، لم ترق لألغلبهم، كان ينقصه فقط أن يتبول على حائط و يهرش ظهره برجله ليكمل روتين الكلب البلدي في تحديد منطقة نفوذه، أمسكت نفسي أكثر من مرة كي لا أركل مؤخرته العريضة" ، حاول سامح بشتى الطرق عرقلة مسار قضية شريف الكردي بيد يحيي و راح يسعى لكسر همته، و لما لم يستطع ذلك أصبح يحقق في قرابة يحيي لشريف كي يدخل الموضوع عنوة فلما لم يجد أصبح يتجسس على يحيي و شريف حتى جاء اليوم المشهود الذي انقض فيه سامح على يحيي بالجرم المشهود، يحيي يدخل هاتفاً لشريف كي تستطيع أخته لبنى مكالمته، لن يجد سامح فرصة كهذه ليشمت بيحيي و يحقق حلمه بالإنتقام منه، يدخلان في جدال ينطق سامح بإسم نور ابنة يحيي المتوفاة بسوء فلا يجد نفسه إلا و هو ملقى على الأرض و الدماء تسيل من أنفه، منذ هذه اللحظة سيتحول الحدث و يصبح بعدها سامح جزء من قضية شريف بعد أن أخفى الحادثة على مديرة المستشفى مدعيا أنه سقط من على الدرج، بعد دخول سامح القضية سيعمل على إخراج يحيي منها، األمر الذي أقلق نائل الجني الملتبس بشريف ليقرر بعدها نائل قتل سامح بيدي شريف و يضيف إلى سجله ضحية أخرى. دور هذه الشخصية الثانوية كشخصية ثانوية معارضة زاد في نمو الحدث و تطوره، كما زاد في تأجيج الصراع بين الشخصية المحورية و الشخصية المعارضة لها نائل.

#### مايا
صديقة يحيي الكردي الحميمة التي تعرف عليها بعد الحادثة بثلاثة سنوات. تقضي وقتها مع شلة مزدحمة بحكايات الفيسبوك التافهة حتى يأتي منتصف الليل، تقوم كسندريلا ثملة كما وصفها يحيي لا تنسى فردة حذائها لتتجه إلى بيتها، سبع ساعات من النوم ثم تصحو لترتدي ملابس رسمية تتحول فيها لمسؤولة تسويق مثيرة في شركة فخمة تبيع الهواء تقريباً، و تنهي عملها لتحدثه بمكالمة تكون عادة تقريراً مفصلاً عن ليلة أمس و كيف كان فحلاً معها، و يعتبرها يحي من اكتشافات عصره لأنه اكتشفها في خضم أزماته المتالحقة طيلة عشر سنوات، فكانت متنفسه العاطفي و البيولوجي، متفقين على عدم االرتباط، صداقتهم مرتبطة بجلسات ماجنة من خمور و حشيش و حبوب تتناولها مايا دون يحيي، مايا بدورها كانت معجبة بيحيي و في نفس الوقت عطوفة مشفقة عليه. "أهم اكتشافات البشرية، الكهرباء، الكحول، و مايا. ثمان و عشرون سنة من الخبرة." ، و كان يحيي ممتناً في نفسه لتواجدها بتلك الشروط التي لا يمكن لأنثى في سنها وجمالها القبول بها. "مايا زيارتها الأسبوعية التي تعني لي الكثير. ما إن تدخل حتى تبعثر هرموناتها الأنثوية في كل ركن، فالمسكينة لديها موسم تزاوج محدود. فقط اثنا عشر شهراً في السنة. تأتي كيفما تشاء و وقت ما تشاء. لا يهم فالمهم كسرها روتيني و تغييرها هواء شقتي و رئتي، تجلس في مكانها المفضل أمام منضدة المعيشة، تفتح قناة أفالم أجنبية. ثم تخرج عدتها زجاجة فودكا، حبات الــ: " LSD " المقدسة عند قبيلتها، و سجائرها المحشوة بخيرة الحشيش المغربي." ، يصف يحيي علاقته بمايا " أجمل ما بيني و بين مايا أننا ال نصل لمرحلة العراك. علاقتنا فريدة من نوعها. نسيح في الحياة كيف نشاء، و حين نلتقي العشق كما ينبغي أن يكون، و كل أمر متاح إلى أبعد الحدود، قبل أن نعود ثانية لحياتنا، لا غيرة، لا تلفونات اطمئنان كل ست ساعات لا عتاب على توافه الأمور لا إلتزام لا حديث عن المستقبل. نساء الأرض يحتجن سبباً لإقامة عالقة مثل تلك. مايا تحتاج فقط شقة خالية." ، شخصية مايا شخصية مساعدة للشخصية المحورية بحيث كان حضورها من الأشياء التي تسعد يحيي و تبهجه، و تخرجه من غيابة كهفه الإنعزالي ليغير جوه و يحتك بالجنس الأنثوي و هذه من الأشياء التي أبقت يحيي حياً حتى الآن، مايا ساهمت في بناء الحدث و تطوره من خلال كونها من أحضرت حبوب الــ: " DMT " أو "الفيل الأزرق"، التي ستحول بعد الحبة الثالثة حياة يحي 360 درجة، ليتعرف يحيي من خلال تناولها على عالم جديد و رؤيا جديدة، كانت هذه الحبوب إيجابية من جانب أنها قدمت مجموعة من الإجابات ليحيي حول قضية شريف و أوصلته إلى حقيقة نائل و مكائده و بذلك خلص شريف منه، و سلبية من وجهين فبسببها اغتصب يحيي خليلته مايا التي لم تصدق الأمر فخرجت هاربة من يحيي بعد عودته من هالوسه، لتصدمها سيارة لتموت من فورها، و بسببها استحضر التعويذة لتلتصق به و يخرج نائل من شريف و يلتبس به، و لكن تلك الحبوب أرجعت له لبنى و لكن بطريقة أخرى أو بالأحرى عن طريق العاشق النكّاح نائل، و لذلك نرى الكاتب اختار مايا لتكون شخصية ثانوية معارضة فيها من الجمال الشيء الكبير، و لكن طريقة إخراجها من القصة كانت مؤلمة.

#### شريف الكردي
طبيب أمراض نفسية، صديق يحيي و زميل دراسته، كان هو السبب الأول في أزمة يحيي كما رأينا آنفاً، بسبب رفض زواجه من أخته لبنى، منذ الحادثة لم يلتقي يحيي لبنى و لا شريف مدة عشر سنوات، شخصية قدمها الكاتب كذلك من خلال يحيي لكن بطريقة أخرى و هي قراءة يحيي لملف شريف الجنائي بعد دخوله مستشفى العباسية متهماً بقتل زوجته ليتأكد من سلامة عقله، "شريف ماهر الكردي، طبيب نفسية، عمل حتى عام مضى بمستشفى " بهمن " النفسي، قبل أن يفصل منه ألسباب لم تذكر. متهم بقتل زوجته " بسمة مجدي "، حلقت عارية من الدور الثلاثين لأحد أبراج عثمان بــ: " المعادي "، محاميه دفع بمرض موكله العقلي إلى هيئة المحكمة لتبرير عدم مسؤوليته الجنائية اتجاه الحادث، و قال أن موكله لم يكن حاضرا لحظة الوفاة و إنما جاء بعدها، و أكد أن الضحية انتحرت لعدم وجود ما يبرر أو يثبت تورط موكله، فصدر القرار بفحصه تحت أيدي خبراء مستشفى العباسية في قسم 8 غرب". رجوع يحيي للمستشفى لم يكفه حتى تأتيه قضية شريف في ثاني يوم من حضوره النظامي للعمل بعد خمس سنوات انقطاع، مفاجأة لم يتوقعها و لا كانت سهلة و كانت هي الحادثة التي ستخرجه من روتينه لخمس سنوات متتالية، يحيي اختلط عليه الأمر و لكنه لم يشك أو يفكر حتى في عدم مساعدة صديقه رغم كل ما جرى و يجري حتى الآن مع يحيي كان سببه شريف بطريقة أو بأخرى، و هذه صفة جميلة أضافها الكاتب لشخصية يحيي جعلتنا نستنتج خصاال مثالية للشخصية المحورية، يحيي لم يقرر أو يشاور نفسه حول شريف بل دخل مباشرة في قضية صديقه، طلب إحضار شريف ليراه في شخصه كما هو فكان شريف لمّا قابله كما وضح مراد "شارد في نقطة وهمية على الحائط، و أنا استجمع فروق عشر سنوات فاتتني بعداُ، كم تغير..يبس وجهه و حفر خداه بخطين غائرين، انخسفت عيناه الخضراوتان في محجريهما، كجزيرتين في محيط، طال شعره المطعم بخيوط بيضاء عقصها إلى الوراء بخيط أبيض سميك، أظافره طويلة و ذراعاه بارزتا العروق، اليسرى موشومة بخط رأسي يمتد من الكتف لينتهي في الكف، تقطعها بالعرض خطوط تلتف حول الذراع كدرجات سلم، نهاية كل منها مشبوكة بما يشبه حرفي " ص " متعاكسين". تجدر الإشارة إلى أن شخصية شريف حضرت بشكلين أو بحضورين أولهما: الحضور الجسمي لشريف ملتبساً به نائل الشخصية المعارضة يتكلم على لسانها، و لم نشهد حضور شريف النفسي و الجسمي الحقيقي إلا مع نهاية القصة لما خرج نائل منه بعد مساعدة يحيي له، و لكن كان بين الفينة و الأخرى يحضر لثوانٍ معدودة يعطي شفرات ليحيي ثم يغيب، هذا الشيء الذي جعل يحيي يتمسك بقضية شريف و يخالف حتى أمانة المستشفى و يخاطر بوظيفته و يضحي حتى بنفسه لأجله، بطريقة أخرى يمكن القول أن الكاتب قدم لنا شخصية شريف و هو ممسوس لأن الكاتب لطبيعة فكرته و مقصد روايته فهي أولاً و آخراً ليست رواية الفنتازيا كلياً. تم اعتبار شخصية شريف ثانوية لأن لولا حضوره الجسمي الفيزيولوجي و لولا حضور كيانه في القصة لما كان هناك وجود لنائل، فالتباس نائل بشريف كان سبباً لدخول يحيي الحدث فلولا قرابة شريف ليحيي لما تصادمت الشخصية المعارضة نائل بيحيي، فشريف حتى و إن كانت شخصية مغيبة نفسياً و فكرياً غير واعية، فوجودها الفيزيولوجي كان من أسباب اشتداد الصراع بين الشخصية يحيي و نائل و كان من أسباب نمو الحدث و تطوره فنائل قتل سامح بيدي شريف ما زاد إصرار يحيي على تدمير نائل و إرجاعه لمكانه حيث ينتمي و لم يفكر حتى في عاقبة الأمور بعدها.

### الشخصيات المرجعية
و تدخل ضمن هذه الفئة الشخصيات التاريخية، أو الأسطورية، أو الإجتماعية، أو حتى المجازية، فالمرجعية تحيل على الواقع الخارجي، أو السياق االجتماعي أو التاريخي، و هي شخصيات تدل في الغالب على ثقافة المؤلف. و في رواية الفيل الأزرق نجد أن أحمد مراد عمد إلى بعض الشخصيات المرجعية التاريخية منها أو االجتماعية، و نذكر منها: شخصية عم سيد، الذي ساعد الشخصية المحورية في التخلص من لعنة العاشق النكّاح في هالوسه، و شخصية المأمون و زوجته، و التي كانتا شخصيتان ساعدتا البطل كذلك من حيث كانتا النموذج التاريخي الذي تفرج عليه يحيي في خضم هالوسه ليتعرف على ماهية نائل و خبثه، الشخصيتان ذكرهما الكاتب من خلال الكتاب التاريخي لـــ: " الجبرتي ": " عجائب الآثار في التراجم و السير و الأخبار"، و هما شخصيتان من زمن آل قالوون و حكمهم لمصر، و قد قدمهما الكاتب على لسان البطل كذلك.

#### المأمون
كان بنفس صفات نائل التي رآه بها في قاعة عزل شريف الكردي لأن نائل لم يظهر على صورته الحقيقية. "لا أتحدث هنا عن شريف. أتحدث عن الشخص الآخر الذي يقترب مني. شخص أطول من شريف و أعرض. خمري البشرة عريض الصدغ، أو هكذا لمحت قبل أن يندفع الأدرينالين ساخناً من فوق كليتي في جنون أسعر خلاياي و حرقها جزعاً. رفعت الزر و أنزلته ثالثة، و أمسكت مقبض الباب أجذبه بهستيريا ومضة أخرى و وجدته على بعد متر مني. ذلك كان شريف أم نائل؟ لم يكن خداع بصر و لا تخاريف نيون يحتضر. مع الومضة الأخيرة أصبح أمامي، رجل في الألربعينات، قوي البنية، شعره منسدل يصل قرب كتفيه، لحيته مشذبة و مدببة. و عيناه قاسيتان تحملان حزناً و هماً لم يكن ليتحمله إنسان. عضلاته مفتولة و قبضته التي اعتصرت رقبتي غليظة وقاسية. ذراعه التي دفعتني للحائط كانت ذراعاً قوية لم تشبه ذراع شريف الهزيلة" ، شخصية المأمون لم يكن لها دور كبير و لا حضور قوي يجعلها ترقى لمصاف الشخصيات الثانوية فدورها اقتصر على إيضاح المشهد ليحيي في هالوسه، و ذلك ما سيغير الحدث.

#### زوجة المأمون
شخصية ذكرت موازاة مع شخصية المأمون و هي الشخصية التي أقيمت عليه الطقوس و التي أعدمت في ذاك الزمن بعد اكتشافهم أنها استحضرت العاشق النكّاح نائل، رآها يحيي حينما تناول حبة الفيل الأزرق في تجربته الأولى و انتقاله لعالم لم يدر عنه شيئا، "دققت بين أعمدة السرير فرأيت جسماً متلألأً يتلوى في الفراش. لما أصبحت خلف الناموسية قرأت حدود جسدها من الفتحات الضيقة هي سيدة الدار الحورية التي نقشت العجوز وركها. عارية ترقد على فرش أبيض لا يميزه نصوعه عنها سوى بهجة لحمها الوردي البض، و ضفيرة شعر سوداء فاحمة قد تسحب فحل ثور من قرنيه تتدلى بجنبها كحية و تتدلى حتى الأرض حول ساقي تعتصرها بنعومة، لمحت ابتسامتها ثم رأيت يدها تمتد نحوي فأزحت الناموسية و تلقيت الطعنة من رموش كالسيوف فوق عينين هما الحياة لا جدال" شخصية زوجة المأمون هي الشخصية المعمول لها السحر و التي راحت نتيجة خطأ من عجوز شريرة نقشت لها الطلسم الذي يحضر العاشق النكّاح لأنها كانت تعاني من نفور زوجها منها رغم سحر جمالها و أنوثتها، شاهد يحيي ما حصل لها أثناء تخبطه في هالوسه و من خلاها أدرك حقيقة ما يسعى إليه نائل و ما جرى لبسمة نسبياً، هي شخصية كذلك ساعدت في تحول الحدث.

### الشخصيات المسطحة
و هي الشخصيات البسيطة التي تمضي على حال واحدة فلا تكاد تتغير، ولا تتبدل عاطفياً، و لا في مواقفها، و لا في أطوار حياتها عامة، فهي بسيطة، غير متغيرة، محدودة الأدوار، غير مؤثرة، و ثابتة، في رواية الفيل الأزرق كثرت هذه الشخصيات و ذلك بحسب المكان الذي يتواجد به الشخصية المحورية يحي فهو طبيب بالمستشفى فلابد له من زمالات و عالقات داخل الإطار المكاني وهو العباسية، و نذكر منهم المديرة " صفاء "، الممرض المساعد " محسن ".

#### الدكتورة صفاء
مديرة مستشفى العباسية، في عقدها الخامس، تعتني كثيراً بمظهرها، هي الأخرى تم تقديمها من طرف الشخصية الساردة يحيي، " دكتورة صفاء رغم تخطيها الخمسينات لازالت تحتفظ بمسحة جمال ترممه المساحيق و أظافر مصبوغة معتنى بها" ، صفاء شخصية محبة متعاطفة مع الشخصية المحورية، تخاف عليه خوف الأم أو الأخت، ساعدته كثيرا كي لا يُفصل من العمل لأنها تراه طبيباً كفءاً و صعب خسارته، " كلماتها الفيلم الهندي المعاد الذي تشاهده للمرة الألف. يحيي أنا مش مديرة المستشفى و بس أنا باعتبر نفسي أختك الكبيرة و إنت عارف، أنا أقصى حاجة ممكن أعملها عشان نتجنب الفصل إني أرجعك الشغل و تنتظم و دا عشان خاطري أنا شخصياً" ، شخصية صفاء شخصية كان لها دور إرجاع يحيي للمستشفى و تعيينه بالقسم " 8 غرب "، ليتصادف بقضية شريف بعد يومين من انتظامه بالعمل.

#### الممرض محسن
شخصية مساعدة للدكتور يحيي في قسم " 8 غرب " بالعباسية، قدمت من طرف الشخصية المحورية و كانت حاضرة تقريباً لمساعدته في نوبات شريف للسيطرة عليها، كان أهم دور قام به لما سمح ليحيي برؤية شريف بعد سحب القضية منه و تبديله لقسم آخر، و بمساعدة محسن استطاع العودة لرؤية شريف و ممارسة طقوس لإبطال لعنة نائل عليه، وصفه مراد بـ "محسن ممرض مخضرم عمل معي لسنتين من قبل، نحافة مقشة، أسنان طويلة، عين يمنى بؤبؤها أكبر من أختها"، محسن كذلك شخصية بسيطة غير متطورة مع الحدث، غير فاعلة به غير ما فعله لأجل يحي لتمكينه من رؤية شريف.

#### نرمين
نرمين زوجة الشخصية المحورية التي بدأت القصة وهي متوفاة مع ابنتها نور بعد الحادثة الأليمة، نرمين بالأساس شخصية تعيش داخل فكر يحيي فهو لا يستطيع إخراجها من ذكرياته، فقد اعتبر نفسه السبب الأول وراء موتها و ابنته، شغلت خياله منذ الحادث، و لمدة خمس سنوات كاملة، كان يحيي يعذب نفسه بذكراها، و ما أرجع نرمين للواجهة هو سامح زيدان الذي خسرها بزواج يحيي منها لأنها تفضله، و برجوع يحيي للعباسية، و بالضبط بقسم " 8 غرب"، كان محتماً عليه أن يعيش ذكراها يومياً بسبب سامح، " نرمين زميلتنا في المستشفى، و زوجتي الراحلة، الفتاة التي خطب ودها من قبلي و لم ترضى به لأنني كنت أجول بقلبها و كان هو سامح جوال بطاطا، تلك الشفافة الرقيقة التي تزاملك في العمل فتحصل على نصيب الأسد من نظراتك طوال النهار، حتى تصبح عنوة فتاة أحالمك، ذلك الضغط الذي يجعلها أجمل كائن على وجه الأرض. أنت لن تقاوم جمالها المتنامي يوما بعد يوم. كما لن تقاوم المثالية في الإرتباط بها، ذلك يبدو منطقياً حتى تبدأ الحياة الحقيقية" ، نرمين ليست بالشخصية الفاعلة و لا المحركة للأحداث هي فقط شخصية للتذكر لأنها كانت أحد الأزمات التي سيطرت على الدكتور يحيي راشد مدة خمس سنوات و عزلته عن المجتمع.

#### عم سيد وشخصيات آخرى
عم سيد ليس بالشخصية القوية و لا الفاعلة و لا المؤثرة بل هو شخصية عابرة مثله مثل، " عوني " صاحب البار الذي كان يلعب به يحيي، و " مدام ديجا أو خديجة " من هالوسه أو عيادة الوشم " بودا "، أو شخصية خادمة البار عند عوني الإفريقية " نيجوزي "، كلها شخصيات غير فاعلة غير متطورة و لا مطورة للحدث، مسطحة، بسيطة، ثابتة، جاهزة، "عم سيد أشهر مرضى العباسية، ترزي، عتيق، تخطى العقد السابع، و لا يذكر أحد تاريخاً لدخوله، و لا حتى هو. الفصام المتبقي (بالإنجليزية:Schizophrenia Residual) كانت حالته حين تركته منذ خمس سنوات، يرتدي قميصاً كان أخضر و قبعة رياضية هالكة، لم تخفي ابتسامة شحيحة الأسنان، تطل نصف قدميه من قبقاب خشبي مهتوك لتدلي بأصابعه المنسية إلى الأرض، و يحمل بيده كيساً متخماً بالأقمشة و الخيوط و الإبر" ، تظهر شخصية عم سيد التي اعتقد يحيي أنها حية عند عودته للعمل و في الواقع هو مات بعد حادثة يحيي بسنة، تظهر كذلك في هالوسه كطبيب كان يعينه و يعطيه معلومات عن نائل و عن كيفية التخلص منه. كانت هذه مجمل الشخصيات التي أقام أحمد مراد عليها روايته الموسومة بالفيل الأزرق و التي بنى على أساسها الحدث فيها، تزاحمت الشخصيات بهذه الرواية كل بدورها، و لكنها كانت خادمة للشخصية المحورية الدكتور يحيي راشد.

## كاتب الرواية
أحمد مراد، كاتب ومُصَوِر ومُصَمِم رسُوِميَات. ولد في 14 من شهر شباط لعام 1978م في القاهرة بجمهورية مصرالعربية. تخرج من مدرسة «ليسيه الحرية» قبل أن يلتحق بالمعهد العالي للسينما قسم التصوير السينمائي، تخرج عام 2001 ونالت أفلام تخرجه «الهائمون - الثلاث ورقات - وفي اليَوم السابع» جوائز للأفلام القصيرة في مهرجانات بإنجلترا وفرنسا وأوكرانيا. صدرت له رواية «فيرتيجو» (2007)، وتُرجمت إلى الإنجليزية والفرنسية والإيطالية وتم تحويلها إلى مسلسل عام 2012. وصدر له رواية «تراب الماس» عن دار الشروق (2010) التي تُرجمت إلى الإيطالية، بالإضافة إلى رواية «الفيل الأزرق» (2012).

## أعمال الكاتب
تعددت أعمال مؤلف كتاب الفيل الأزرق الكاتب والمصور المصري أحمد مراد، ونالت أعماله الأدبية العديد من أهمها جائزة البوكر العربية الشهيرة عن روايته الفيل الأزرق في 29 من شهر نيسان عام 2014م في إمارة أبو ظبي في دولة الإمارات. كذلك حصل على جائزة البحر الأبيض المتوسط العالمية للثقافة عن روايته فيرتيجو، في 4 من شهر تشرين الأول عام 2013م في مدينة كوسنزا جنوب إيطاليا.
فيما يأتي أسماء بعض الأعمال الأدبية للمؤلف أحمد مراد:
- الرواية الأولى كانت بعنوان فيرتيجو صدرت عام 2006م.
- الرواية الثانية تراب الماس صدرت في عام 2010م، وتم تحويلها إلى فيلم سينيمائي لاقى إقبالاً جماهيرياً.
- رواية الفيل الأزرق صدرت عام 2012م، وأيضاً تم تحويلها إلى فيلم سينيمائي من بطولة كريم عبد العزيز ونيللي كريم وخالد الصاوي.
- رواية 1919 صدرت عام 2014.
- رواية أرض الإله صدرت عام 2016.
- رواية موسم صيد الغزلان صدرت عام 2017.
- رواية لوكاندة بير الوطاويط صدرت عام 2020.
- رواية التوأمة صدرت عام 2021.
- رواية القتل للمبتدئين صدرت عام 2022م.
- رواية أبو الهول عن دار الشروق 2024.

### الروايات
- فيرتيجو.
- تراب الماس.
- أرض الإله.
- موسم صيد الغزلان.
- 1919.
- لوكاندة بير الوطاويط.
- القتل للمبتدئين.

### الأفلام والمسلسلات
- الفيل الأزرق (فيلم).
  - مسلسل فيرتيجو.
  - فيلم الفيل الأزرق.
  - فيلم الأصليين.
  - فيلم تراب الماس.
  - فيلم الفيل الأزرق 2.
  - فيلم كيرة والجن.

## وصلات خارجية
- آراء القرّاء حول رواية الفيل الأزرق على موقع أبجد.
- صفحة رواية الفيل الأزرق على موقع جود ريدز.
- اقتباسات من الفيل الأزرق على موقع جود ريدز.[1]